# Simplismo
O simplismo é um vício de raciocínio que consiste em se desprezarem elementos necessários na solução de um problema. Seria mais correto afirmar que o conceito de simplismo seria um neologismo para o conceito Navalha de Occam, onde é sentenciado:
| “ | Se em tudo o mais forem idênticas as várias explicações de um fenómeno, a mais simples é a melhor. | ” |

## Descrição
Desconhece-se qualquer trabalho acadêmico ou filosófico que esmiúce este conceito e consequências do simplismo nas diversas ciências ou tendências filosóficas. Entendam-se aqui "consequências" como as afirmações falsas encontradas pelas ciências que se admitem e se aceitam como verdades. Ou ainda às afirmações relativamente simples que não explicam com precisão o objeto estudado. Contudo, diversos estudiosos contestaram indiretamente o simplismo que está subtendido na Navalha de Occam, entre eles, Leibniz (1646-1716), Kant (1724-1804), Karl Menger (século XX) e Walter Chatton, este sentenciando:
| “ | Se três entes não forem suficientes para verificar uma afirmação acerca de algo, então uma quarta deve ser acrescentada, e assim por diante. | ” |

O simplismo pode ser útil em muitas situações mas extremamente nocivos em outras. O simplismo é muito utilizado atualmente por pessoas comuns, diversos intelectuais e até mesmo filósofos para demonstrar a resolução de problemas filosóficos mais complexos como "o que é a vida?" ou "o que é a moral?". Talvez este uso indiscriminado do simplismo é resultante da evolução tecnológica que nos impõe um modo de vida simplificado onde o efêmero, o rápido, o descartável deve prevalecer à investigação mais profunda da realidade. Como "simplismo" é derivado da palavra latina simplice, por via popular, pode-se deduzir, daí, que o simplismo é a arte do povo em tornar práticas ou simples questões que, para filósofos ou outros pensadores, são complexas, como, por exemplo, a existência, a consciência etc.
Teoricamente, a acentuada simplificação das variáveis dum problema da forma como o simplismo popular propõe pode resultar num equívoco na solução já que muitos dados importantes para conter a essência duma variável podem se perder no processo, causando uma solução que não condiz com a realidade. Por exemplo: pode-se fazer a analogia à ingestão de certos frutos com casca comestível onde o povo, simplificando deduz que o que interessa nesta questão é o conteúdo ou interior do fruto e resolve este "problema" descascando, mas, ao descascá-lo e ingerir somente o interior, poderá estar perdendo grandes fontes de nutrientes que poderiam ser encontrados na casca.